# Walerij Jardy
Walerij Nikołajewicz Jardy (ros. Валерий Николаевич Ярды, ur. 18 stycznia 1948 w Brenjaszy, zm. 1 sierpnia 1994 w Czeboksarach) – radziecki kolarz szosowy, mistrz olimpijski oraz mistrz świata.

## Kariera
Pierwszy sukces w karierze Walerij Jardy osiągnął w 1970 roku, kiedy wspólnie ze Borisem Szuchowem, Wiktorem Sokołowem i Walerijem Lichaczowem zdobył złoty medal w drużynowej jeździe na czas podczas mistrzostw świata w Leicester. Wynik ten reprezentanci ZSRR w składzie: Boris Szuchow, Walerij Jardy, Giennadij Komnatow i Walerij Lichaczow powtórzyli na rozgrywanych dwa lata później igrzyskach olimpijskich w Monachium. Na tych samych igrzyskach brał również udział w indywidualnym wyścigu ze startu wspólnego, jednak nie ukończył rywalizacji. Wystartował również na igrzyskach w Meksyku, gdzie indywidualnie był siedemnasty, a w drużynie zajął dziewiąte miejsce. Ponadto w 1969 roku został mistrzem kraju w drużynowej jeździe na czas.